# ROKS Choe Yeong
Le ROKS Choe Yeong  (DDH-981) est un destroyer de la marine de la république de Corée, sixième navire de la classe Chungmugong Yi Sun-sin. Il est nommé d’après Choe Yeong.
En janvier 2011, il a combattu lorsqu’il a poursuivi un chimiquier capturé par des pirates somaliens. Le pétrolier a été repris, avec huit pirates tués et cinq capturés. Plus tard dans l’année 2011, il a évacué des ressortissants sud-coréens bloqués en Libye.

## Conception
Le KDX-II fait partie d’un programme de construction beaucoup plus vaste visant à transformer la ROKN en une marine de haute mer. On dit qu’il s’agit du premier navire de combat majeur furtif de la ROKN et qu’il a été conçu pour augmenter considérablement les capacités de la ROKN.

## Carrière
Le ROKS Choe Yeong a été construit par Hyundai Heavy Industries Group, lancé le 20 octobre 2006 et mis en service le 4 septembre 2008.
Le ROKS Choe Yeong a été affecté en novembre 2009 aux patrouilles sur la ligne de limite nord après un conflit frontalier avec la Corée du Nord, le premier du genre en sept ans. En août 2010, le navire a participé à une série d’exercices navals en mer Jaune, quatre mois après le naufrage du ROKS Cheonan.

### Opération de sauvetage de 2011
Le 15 janvier 2011, le chimiquier norvégien Samho Jewelry a été capturé par des pirates somaliens alors qu’il faisait route des Émirats arabes unis vers le Sri Lanka. L’affréteur sud-coréen du navire, la Samho Shipping Company, faisait face à d’énormes pertes parce qu’il était obligé de continuer à payer les investisseurs norvégiens dans le cadre de son affrètement alors même que le navire était détenu par les pirates. Cependant, le gouvernement norvégien n’avait aucune présence militaire dans la région à l’époque. Huit Sud-Coréens figuraient parmi les 21 membres d’équipage retenus en otages.
Le gouvernement sud-coréen a envoyé le ROKS Choe Yeong, sous le commandement du capitaine Cho Young-joo, commandant de l’unité Cheonghae anti-piraterie. Le Choe Yeong a poursuivi le Samho Jewelry pendant près d’une semaine jusqu’à ce que les pirates à bord du pétrolier soient fatigués. Plusieurs fausses attaques ont été organisées pour épuiser l’équipage pirate. Lorsque certains des pirates ont quitté le navire pour tenter un autre détournement à l’encontre d’un navire mongol passant à proximité, des commandos de la brigade navale des forces spéciales de la république de Corée sont montés à bord du Samho Jewelry tandis qu’un hélicoptère Westland Lynx les couvrait par ses tirs. Le brouillage des communications a été utilisé pour empêcher les pirates d’appeler à l’aide. Le pétrolier a été repris avec huit pirates tués et cinq capturés. Le capitaine du Samho Jewelry a survécu à une blessure par balle à l’estomac tandis que trois membres de la marine ont subi de « légères égratignures ». Le reste de l’équipage du pétrolier n’a pas été blessé.
Le Choe Yeong a escorté le Samho Jewelry à Oman, où ils ont accosté au port de Mascate le 31 janvier. Le sauvetage a été qualifié d'« opération militaire parfaite » par le lieutenant-général Lee Sung-ho des chefs d’état-major interarmées de la République de Corée.

### Évacuation de la Libye en 2011
Le ROKS Choe Yeong a été détourné des opérations de lutte contre la piraterie dans les eaux au large de la Somalie pour évacuer les ressortissants sud-coréens bloqués en Libye. Le Choe Yeong a évacué avec succès 32 ressortissants sud-coréens le 4 mars et a accosté dans le port maltais de La Valette. Le Choe Yeong est resté en attente près des eaux libyennes pour soutenir « de nouveaux efforts d’évacuation ».

### Accident de Jinhae en 2019
Le ROKS Choe Yeong est rentré le 24 mai 2019 d’une période de service avec l’unité Cheonghae anti-piraterie. Le navire participait à une cérémonie d’accueil à la base navale de Jinhae. En resserrant une ligne d’amarrage vers 10 h 15 KST, la corde s’est cassée pour des raisons actuellement inconnues. Un quartier-maître de deuxième classe est décédé alors qu’il recevait des soins, tandis que quatre autres marins ont subi des blessures ne mettant pas leur vie en danger.

### Incident du détroit d’Ormuz en 2021
Le ROKS Choe Yeong a été déployé dans le détroit d'Ormuz après la saisie d’un navire battant pavillon sud-coréen par les forces maritimes iraniennes appartenant à la marine du Corps des Gardiens de la révolution islamique.